# MAD Lions
MAD Lions fue una organización española de deportes electrónicos. Su equipo principal de League of Legends, previamente conocido como Splyce, compitió en la liga europea de máximo nivel, la League of Legends European Championship (LEC). Además, contaba con un equipo academia que compitió en la Superliga LVP en España bajo el nombre MAD Lions Madrid, equipo que ya no existe desde 2022.
El 11 de abril de 2021, MAD Lions ganó su primer título de LEC tras una remontada contra Rogue en la final de playoffs de primavera, convirtiéndose en el cuarto club de la historia en conseguir dicho logro.

## League of Legends

### Antes de la llegada a la LEC
MAD Lions Esports Club se fundó el 31 de agosto de 2017 para competir en la escena española de League of Legends. El equipo empezó a competir en la Superliga Orange en España en la temporada de 2018, y pronto creció en popularidad con el consistente éxito en la región, clasificándose para el torneo European Masters en verano de 2018 y ganándolo.
En mayo de 2019 se anuncia que MAD Lions E.C. ha sido adquirido por OverActive Media. La compañía anunció más tarde sus intenciones de disolver su otra organización subsidiaria de esports, Splyce, para fin de año. En noviembre de 2019, el equipo de League of Legends de Splyce, que competía en LEC, asume el nombre MAD Lions, mientras que el MAD Lions original es renombrado a MAD Lions Madrid.

### MAD Lions

#### 2020
La plantilla inaugural de MAD Lions para el split de primavera de LEC 2020 consistía en cuatro novatos—Orome (toplaner), Shad0w (jungla), Carzzy (AD Carry), y Kaiser (apoyo)—y un exjugador de Splyce, Humanoid (midlaner). A pesar de las bajas expectativas depositadas en el equipo, MAD Lions acabó cuarto en la temporada regular y se aseguró un puesto en el winner's bracket en playoffs. G2 Esports, el equipo favorito a ganar el título de LEC, seleccionó a MAD Lions como su oponente para la primera ronda, pero inesperadamente MAD Lions fue capaz de derrotar a G2. En la segunda ronda, MAD Lions fue derrotado por Fnatic, siendo enviado al loser's bracket. El split inaugural de MAD Lions finalizó con una derrota ante un G2 mejor preparado.
MAD Lions mantuvo su alineación para el split de verano. El equipo acabó segundo en temporada regular, y empezó los playoffs en el winners' bracket. MAD Lions perdió contra G2 Esports en la primera ronda del winners' bracket, y se vio forzado a escalar de nuevo desde el losers' bracket. otra vez. MAD Lions se las arregló para derrotar a Schalke 04 en la segunda ronda del losers' bracket,  pero fueron vencidos por Rogue en la tercera ronda, finalizando cuartos.
Por haber finalizado en cuarta posición en el split de verano, MAD Lions se clasificó para los play-in del Campeonato Mundial de 2020. Como representante de una de las regiones mayores, se esperaba que MAD Lions se clasificara al evento principal; sin embargo, el conjunto acabó cuarto en su grupo conformado por cinco equipos y fueron eliminados de la competición.

#### 2021
Para la temporada de 2021, Orome y Shad0w fueron reemplazados por Armut y Elyoya respectivamente, debutando ambos en LEC. Armut había sido previamente el toplaner de SuperMassive, el equipo turco que eliminó a MAD Lions del Campeonato Mundial de 2020. Elyoya, por su parte, venía de la Superliga en España, donde el jungla novato había sorprendido a todos con su potencial en tan solo un año de competición. MAD Lions acabó tercero en la temporada regular y de nuevo empezó en el winners' bracket. MAD Lions derrotó a Rogue en la primera ronda del winners' bracket, clasificándose para la segunda ronda. Allí, MAD Lions derrotó a G2 Esports y avanzó a su primera final de LEC. A pesar de empezar el mejor de cinco con dos derrotas consecutivas, MAD Lions se las arregló para darle la vuelta a la situación en una final muy disputada, logrando tres victorias seguidas y reclamando su primer título de LEC.
Al haber ganado el título de su región, MAD Lions se clasificó al Mid-Season Invitational (MSI) de 2021. En este torneo internacional, el equipo logró pasar de fase de grupos, aunque fue derrotado en semifinales por el ganador de la LCK en Corea, DWG KIA.
En el split de verano, MAD Lions vuelve a quedar tercero en la temporada regular, y en playoffs se aseguran nuevamente un puesto en la final a partir de un par de victorias en el winners' bracket. La final es disputada contra Fnatic, a quien vencen con un 3-1, ganándose su segundo título de LEC.
Debido a su resultado, MAD Lions se hace con un puesto directamente en la fase de grupos del Campeonato Mundial de 2021. Aunque con algunas dificultades, logran hacerse con un puesto en cuartos de final, donde son derrotados con un 3-0 ante un muy dominante DWG KIA, eliminando sus esperanzas de coronarse campeones del mundo.

#### 2022
Tras la marcha de Humanoid a Fnatic y Carzzy a Team Vitality, MAD Lions ficha a Reeker y UNF0RGIVEN para sustituir a ambos jugadores. En primavera el equipo se encontró con muchas dificultades para ganar partidas, hasta el punto de quedar séptimos en temporada regular y, en consecuencia, fuera de playoffs por primera vez en su historia en LEC.
Tras su mala actuación en primavera, el equipo remplaza a Reeker por Nisqy, para que se encargue de la mid lane, con esto, el equipo logra mejorar su resultado, quedando primeros en temporada regular, junto con G2 Esports, ambos con un  12-6. No obstante MAD Lions fue tercer seeding para play offs debido a sus resultados en primavera. 
Al clasificar como tercer seed Europeo, el equipo no pudo acceder directamente al mundial, disputado este año en Estados Unidos sino que tuvo que afrontar una fase de Play-in para ingresar al torneo que tendría lugar en México. Sin embargo la organización no podría superar dicha fase, quedando fuera de la fase final del Campeonato Mundial de 2022

#### 2023
Para el año 2023, cambiaron casi completamente la alineación, solo manteniendo a Elyoya y Nisqy, jungla y midlaner respectivamente. Para la toplane ficharon al coreano Chasy y para la botlane volvió Carzzy como ADC y se integró Hylissang como support.
En el split de invierno finalizaron 2.º en la temporada regular. En los mejores de tres, ganaron a Astralis y Team BDS pero cayeron frente a G2 Esports, por lo que pasaron a los playoffs por el Losers Bracket. En playoffs, ganaron 3-1 contra KOI, dándoles así un pase a la final frente a G2 Esports, contra quienes perdieron 3-0.
En el split de primavera, no hicieron ningún cambio en el equipo. Un mal inicio de la temporada causó que quedasen octavos en la temporada regular. En la fase de grupos cayeron 2-0 contra Team Vitality, por lo que tuvieron que remar desde el losers bracket, ganando 2-1 en una serie agónica frente a Fnatic y 2-0 frente a un Astralis que, junto con BDS, estaban dando la sorpresa por el buen nivel que mostraron en el split. 
En playoffs, se enfrentaron contra G2 a los que ganaron 3-2. En la semifinal, se enfrentaron a Team Vitality, con un resultado final de 3-1 y pasaron a la final de la LEC. En la final se enfrentaban a BDS, equipo que iba a tomar la delantera en la serie ganando el primer mapa con Pentakill incluida a manos de Crownie, tirador del equipo suizo, poniendo el 1-0. El segundo mapa, a pesar de la ventaja que llegaron a tener los leones, BDS se las arreglo para ganarlo también. No obstante, en el tercer mapa Carzzy les devolvió el golpe dado por Crownie, marcandose una Pentakill con Jinx, lo que sería el inicio del reverse sweepde MAD Lions con el cual pudo levanatar su tercer título de la LEC.
| España  | Myrwn    | Alex Pastor Villarejo    | Superior                 |
| España  | Elyoya   | Javier Prades Batalla    | Jungla                   |
| Canadá  | Jojopyun | Joseph Joon Pyun         | Medio                    |
| España  | Supa     | David Martínez García    | Tirador                  |
| España  | Álvaro   | Álvaro Fernández del Amo | Apoyo                    |
| España  | Melzhet  | Tomás Campelos Fernández | Entrenador               |
| Francia | Zeph     | Quentin Viguie           | Entrenador de estrategia |

### MAD Lions Madrid
Hasta 2022, MAD Lions Madrid compitió en la Superliga LVP en España, pero luego de un mal resultado descendieron a segunda y luego de esto el equipo se disolvió, manteniendo solamente el equipo de LEC.